# Francisco Luis Héctor de Carondelet
Francisco Luis Héctor de Carondelet (de naixement François Louis Hector), V baró de Carondelet, vescomte de Langle, vescomte de la Herstre, senyor de Hayne-Sant-Pierre, cavaller de l'Orde de Malta (Noyelles-sur-Selle, França, 1748 - Quito, Virregnat de Nova Granada, 1807) fou un noble, militar i governador colonial al servei d'Espanya. Va ser intendent de San Salvador des de 1789 a 1791, governador de Louisiana i de la Florida Occidental de 1791 a 1797, i president de la Reial Audiència de Quito des de 1797 fins a la seva mort en 1807.

## Primers anys i carrera militar
Va néixer a la vila de Noyelles-sur-Selle, al territori flamenc que havia passat a control francès després de la guerra Francoholandesa. Abans d'això, durant el domini espanyol dels Països Baixos, els Carondelet, procedents del Franc Comtat, havien servit la monarquia hispànica com a militars. François Louis Hector va néixer el 1748 i era fill de Jean Nicolas Chislain, IV baró de Carondelet i de Noyelles, i Marie Angeline de Bosoist, vescomtessa de Langle.
En virtut dels Pactes de Família, que van permetre la incorporació a l'exèrcit espanyol de molts francesos, amb quinze anys va ingressar com a cadet a la guàrdia valona. En 1775 va participar en l'expedició contra Alger. El 1783 fou el comandant de la IV Divisió durant la batalla de Pensacola. El 1787 va tornar a Espanya i va ser nomenat Cavaller de l'Orde de Malta.

### Matrimoni i descendència
L'any 1777 va contreure matrimoni amb María Concepción Castaños Aragorri Uriarte y Olavide, nascuda el 8 d'agost de 1759 a La Corunya i morta el 13 de setembre de 1831, germana del I duc de Bailén. Van tenir dos fills:
- Luis Ángel de Carondelet y Castaños (1787-1869), II duc de Bailén i VI baró de Carondelet. Casat el 1813 amb María Gertrudis Donado García.
- María Felipa Cayetana de Carondelet y Castaños. Casada el 1810 amb el quiteny Juan José Matheu y Herrera-Berrío (Arias-Dávila), VIII marquès de Maenza i XII comte Puñonrostro, amb Grandesa d'Espanya.[3]

## Carrera política

### Intendent de San Salvador
El 1789, per una recomanació que li va fer el seu comandant, ´Bernardo de Gálvez, durant el setge de Pensacola, va ser nomenat intendent de San Salvador, càrrec que va exercir fins al 1791.
Com a intendent de San Salvador, va tractar de reorganitzar les milícies, de protegir els consumidors regulant els pesos i mesures usats pels venedors i regular les venda de terres i posar impostos als ladins de la ciutat de San Salvador per construir camins i presons; també va establir escoles primàries i d'artesanies.

### Governador de Louisiana i de la Florida Occidental
Va ser governador de les colònies espanyoles de Louisiana i la Florida Occidental de 1791 a 1797. El canal de Carondelet de Nova Orleans es va construir sota les seves ordres i, després de la seva mort, va rebre el seu nom.
Carondelet va intentar atreure les comunitats de colons d'origen britànic que es van establir a la banda occidental del riu Mississipi, en particular les de la zona del Kentucky, per tal d'evitar la seva inclusió en els Estats Units. El seu propòsit era frustrar la política dels Estats Units negant-li l'accés al riu Mississipi, una tendència que van seguir altres funcionaris colonials espanyols que temien per la seguretat de la Louisiana espanyola i de tota la Nova Espanya. Aquesta estratègia política va arribar quasi a la seva fi amb la ratificació l'any 1795 del tractat de Pinckney.

### President de la Reial Audiència de Quito
Des de 1799 va exercir com a president de la Presidència i Real Audiència de Quito, càrrec que va exercir fins a la seva mort el 1807. A Quito, va promoure diverses obres urbanes, com la reedificació del vell Palau Reial, seu dels presidents de l'Audiència, que va encarregar a l'arquitecte espanyol Antonio García l'any 1801. El nou edifici és conegut actualment com a Palau de Carondelet en el seu honor i és el palau presidencial de la República de l'Equador. Va disposar també la remodelació de l'accés principal de la Catedral Metropolitana de Quito, aixecant-hi un atri en forma de templet neoclàssic rematat amb una cúpula.
Dissabte 4 de febrer de 1797, la ciutat de Riobamba, situada a 200 quilòmetres al sud de Quito, va ser destruïda per un terratrèmol. Carondelet va emprendre durant el seu govern la reconstrucció de la ciutat, situant-la en el seu emplaçament actual a la plana del Tapi, al sud del volcà Chimborazo. Durant l'etapa de Carondelet es va anar forjant el que posteriorment seria la revolta del 10 d'agost de 1809, que va donar com a resultat el primer govern autònom en l'Amèrica espanyola. Després de la seva mort, a Quito durant el mes d'agost de 1807, va ser enterrat a la volta dels canonges de la Catedral Metropolitana d'aquesta ciutat. Va ser succeït a la Reial Audiència per Manuel de Urriés, comte de Ruiz de Castilla.